# Amer Shafi
Amer Shafi Sabbah, né le 10 février 1982 à Amman, est un footballeur international jordanien. Il évolue au poste de gardien de but au Shabab Al-Ordon.

## Biographie

### Carrière internationale
Amer Shafi est convoqué pour la première fois en sélection par le sélectionneur national Mahmoud Al-Gohary le 17 août 2002 lors d'un match amical contre le Kenya pour un match nul 1-1.
Il dispute trois coupes d'Asie : en 2004, 2011 et 2015. Il joue quatre matchs lors de l'édition 2004 : contre la Corée du Sud, le Koweït, les Émirats arabes unis et enfin le Japon. Il joue quatre matchs lors de l'édition 2011 : contre le Japon, l'Arabie saoudite, la Syrie et enfin l'Ouzbékistan.
Il participe également à six championnats d'Asie de l'Ouest : en 2002, 2004, 2007, 2008, 2010 et 2014 et une coupe arabe en 2002. 
Il joue enfin 21 matchs comptant pour les éliminatoires des coupes du monde 2006, 2010 et 2014.
Au total il compte 108 sélections pour un but exceptionnel qu'il a marqué lors d'un match amical face à l'inde le 17 novembre 2018. il joue en équipe de Jordanie depuis 2002.

## Palmarès

### En club
- Champion de Jordanie :
  - Vainqueur : 2008, 2009, 2011 et 2014, 2015, 2016, 2018
- Coupe de Jordanie :
  - Vainqueur : 2005, 2009, 2010, 2011 et 2014
- Coupe JFA de Jordanie :
  - Vainqueur : 2008 et 2010, 2017
- Supercoupe de Jordanie :
  - Vainqueur : 2008, 2009, 2010, 2011 et 2014

### En sélection nationale
- Finaliste du Championnat d'Asie de l'Ouest en 2002, 2008 et 2014